# Gärdet (Stockholms tunnelbana)
Gärdet ist eine unterirdische Station der Stockholmer U-Bahn. Sie befindet sich im Stadtteil Ladugårdsgärdet. Die Station wird von der Roten Linie des Stockholmer U-Bahn-Systems bedient. Die Station gehört zu den eher mäßig frequentierten Stationen des U-Bahn-Netzes. An einem normalen Werktag steigen hier 14.500 Pendler zu.
Die Station wurde am 2. September 1967 in Betrieb genommen, als der Abschnitt der Roten Linie zwischen Östermalmstorg und Ropsten eingeweiht wurde. Die Bahnsteige sind getrennt voneinander angeordnet, wobei sich der eine ca. 29 Meter, der andere ca. 20 Meter unter der Erde befindet. Die Station liegt zwischen den Stationen Karlaplan und Ropsten. Bis zum Stockholmer Hauptbahnhof sind es etwa drei Kilometer.